# Tour Martello
 (avril 2021).
Si vous disposez d'ouvrages ou d'articles de référence ou si vous connaissez des sites web de qualité traitant du thème abordé ici, merci de compléter l'article en donnant les références utiles à sa vérifiabilité et en les liant à la section « Notes et références ».

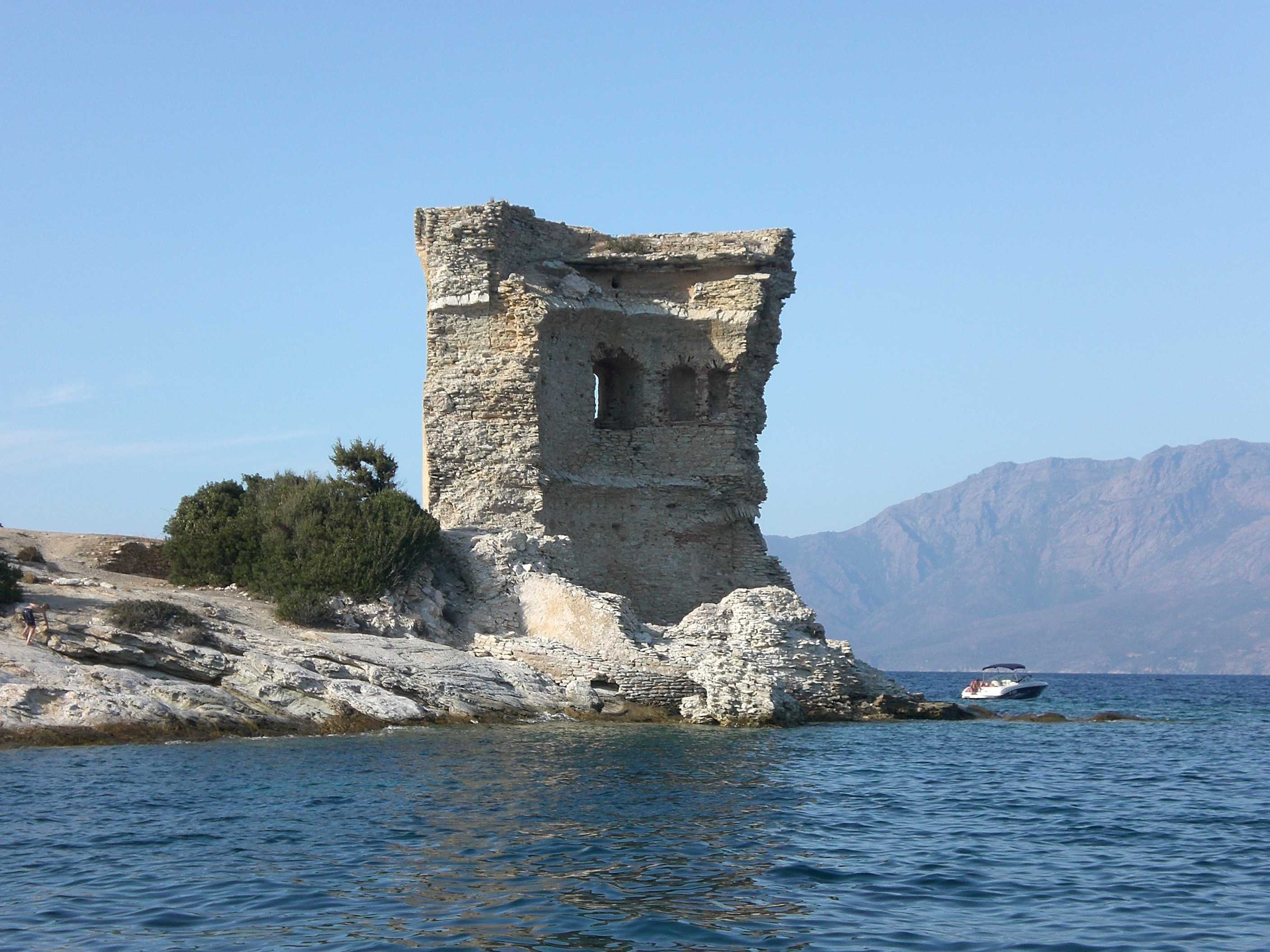
Ruines de la tour de la Mortella, qui a donné son nom et a servi de modèle.

Les tours Martello sont des petites forteresses défensives britanniques du tournant du XIXe siècle. Tours-réduits de défense littorale, elles combinent les avantages d’un poste d’observation, d’une batterie interdisant les débarquements et d’un casernement pour une garnison d’une vingtaine d’hommes vivant en autarcie. Elles sont hautes d'environ 12 mètres (avec deux étages) et peuvent abriter un officier et ses hommes. Leur structure ronde et leurs murs solides et épais les rendaient très résistantes aux tirs de canon tandis que leur hauteur en faisait une plateforme idéale pour une pièce d'artillerie lourde, montée sur le toit plat et capable de tourner sur 360 degrés. Quelques-unes étaient entourées d'un fossé pour parfaire leur défense.
Elles ont été construites sous l'empire britannique à partir des guerres napoléoniennes, sur le plan de la tour du cap de la Mortella, en Corse. Les Britanniques ont bâti leur chaîne de « tours-modèles » qui, sous le nom déformé de « tours Martello » (Martello towers) se sont étendues du Cap (1796) à Halifax, Minorque (1798-1808), la Grande-Bretagne (1803-1812), l’Irlande (1804), le Québec (1805), les îles de Jersey et Orkney (1812), Saint-Jean (Nouveau-Brunswick) (1812).

## Origines

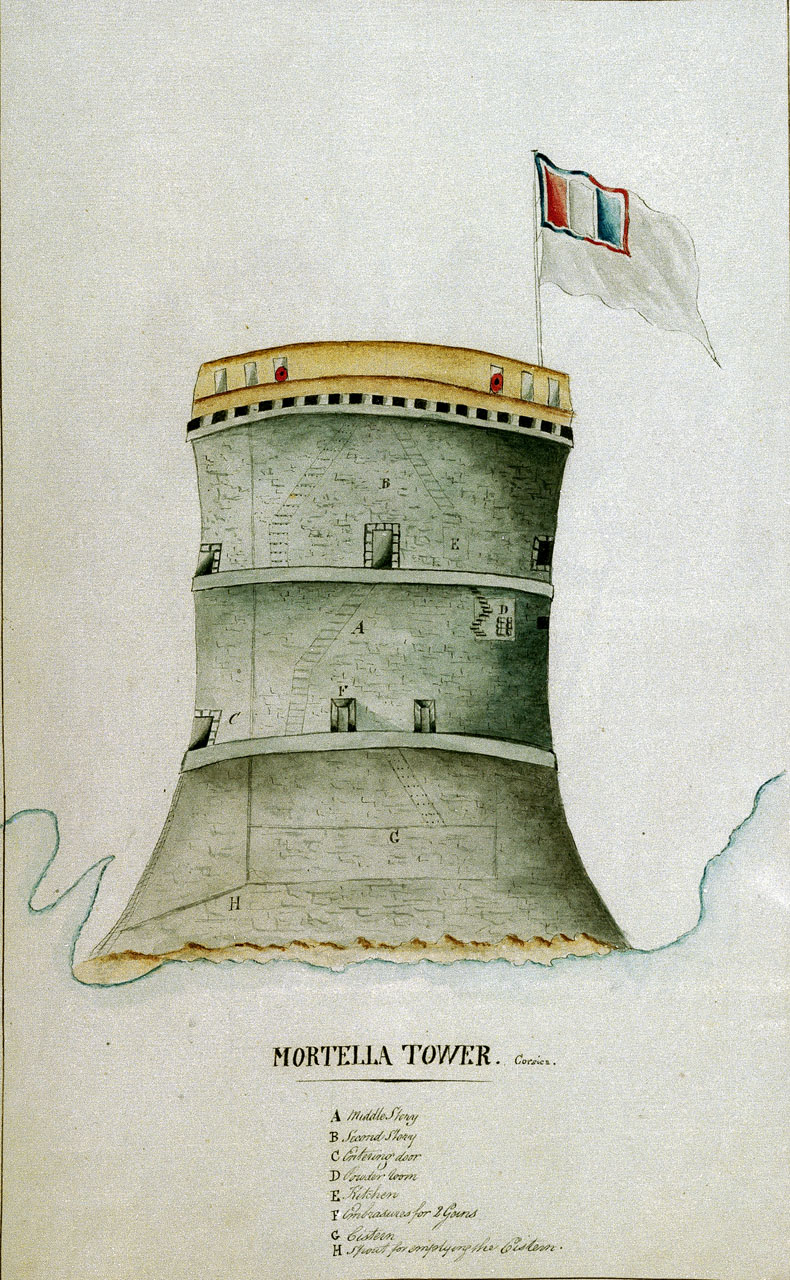
Vue en coupe de la tour de la Mortella ayant servi d'inspiration pour les tours Martello.

L'architecture des tours était inspirée d'une forteresse ronde, qui faisait partie d'un système de défense génois, à la pointe de Mortella en Corse. En 1794, les défenseurs de la tour résistèrent avec succès à une attaque de deux navires britanniques, les HMS Fortitude (en) (74 canons) et Juno (en) (32 canons).
Le HMS Fortitude, un vaisseau de troisième rang (équivalent d'un croiseur de notre époque), qui s'était embossé sur deux ancres pour pouvoir utiliser toute son artillerie fut gravement endommagé tant dans sa coque (voies d'eau, incendie dans la soute à poudre) que dans son gréement et compta 6 morts et 56 blessés dans son équipage. Le commandant dut ordonner de couper à la hache les câbles d'ancres pour s'enfuir hors de portée.
La tour fut ensuite prise par une force terrestre sous le commandement du commandant (et futur général) britannique John Moore, après deux jours d'intenses combats. 
Par la suite, les Britanniques minèrent la structure à l'explosif, provoquant l'écroulement de la moitié de la tour dans la mer. Les pans de mur sont littéralement incrustés de boulets de canon (certains sont préservés par le club de plongée local).[réf. nécessaire]
Les Britanniques furent impressionnés par la capacité de résistance de la tour à leurs navires les plus modernes et en relevèrent les plans avant de la faire sauter mais n'en retinrent pas la bonne orthographe, les nommant « Martello » au lieu de « Mortella ».

## Les tours Martello dans les Îles britanniques

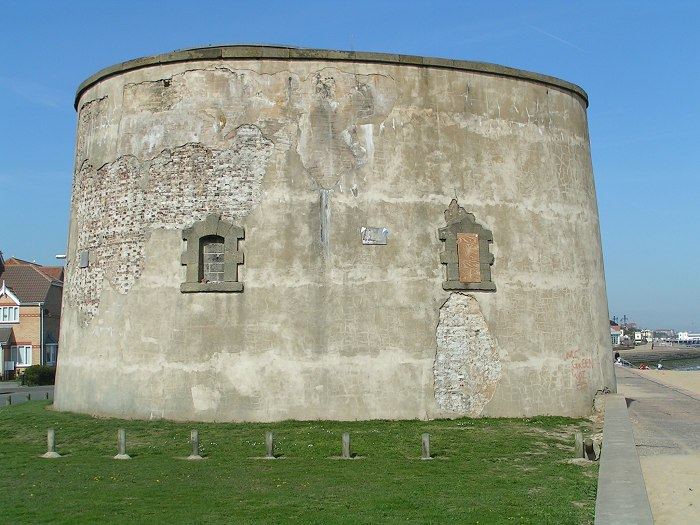
Une tour Martello à Clacton-on-Sea sur la côte orientale de l'Angleterre.

Entre 1804 et 1812, les autorités britanniques construisirent une chaîne de structures similaires pour défendre la côte sud et est de l'Angleterre, de l'Irlande, de Jersey et de Guernesey pour se prévenir d'une possible invasion venant de France. Cent cinq tours furent construites en Angleterre, placées à intervalles réguliers sur la cote de Seaford, Sussex, à Aldeburgh, Suffolk en complément d'une milice, les Sea Fencibles. La plupart furent érigées sous la direction du général William Twiss (1745–1827) et du capitaine Ford.
Selon les disponibilités locales, les tours Martello furent construites en pierre mais aussi en briques maçonnées. Bien souvent le mur tourné vers la mer (le plus menacé par l'artillerie navale) était beaucoup plus épais que celui côté terre et un fût central en maçonnerie traversant verticalement la tour servait de soutènement au pivot de la charpente mobile, avec des roues tournant sur une piste circulaire le long du mur extérieur.
Ceci permettait d'orienter le canon sur 360°, une première en matière d'artillerie, bien avant les canons sur tourelles du cuirassé nordiste Monitor durant la guerre de Sécession américaine.
Les réserves de vivres et de munitions se trouvaient dans les salles inférieures et une citerne pluviale (alimentée par des chéneaux et des gouttières sur le mur supérieur) permettait à la tour d'être autosuffisante en eau en cas de siège.
Les Français construisirent des tours similaires sur leur propre côte, qu'ils utilisèrent comme plateforme de communication pour le télégraphe optique (de Claude Chappe). La capacité des tours Martello ne fut jamais testée en situation de combat contre une flotte d'invasion napoléonienne.
Lorsque la menace napoléonienne fut écartée, les tours Martello britanniques connurent des destins variés. Beaucoup furent utilisées par les garde-côtes pour lutter contre la contrebande. Quinze furent démolies pour réutiliser les pierres. Trente furent emportées par la mer et quatre furent détruites par l'armée pour tester une nouvelle artillerie. Pendant la Seconde Guerre mondiale, quelques tours Martello reprirent du service, servant de plateformes d'observation et de tir pour la défense anti-aérienne. Quarante-sept sont toujours debout en Angleterre, quelques-unes ayant été restaurées et transformées en musée (c'est le cas de celle de St Osyth), en centre de visite, ou en galerie (comme à la tour Martello de Jaywick). Beaucoup sont privées, certaines même habitées, d'autres abandonnées.

## Les tours Martello dans le reste du monde

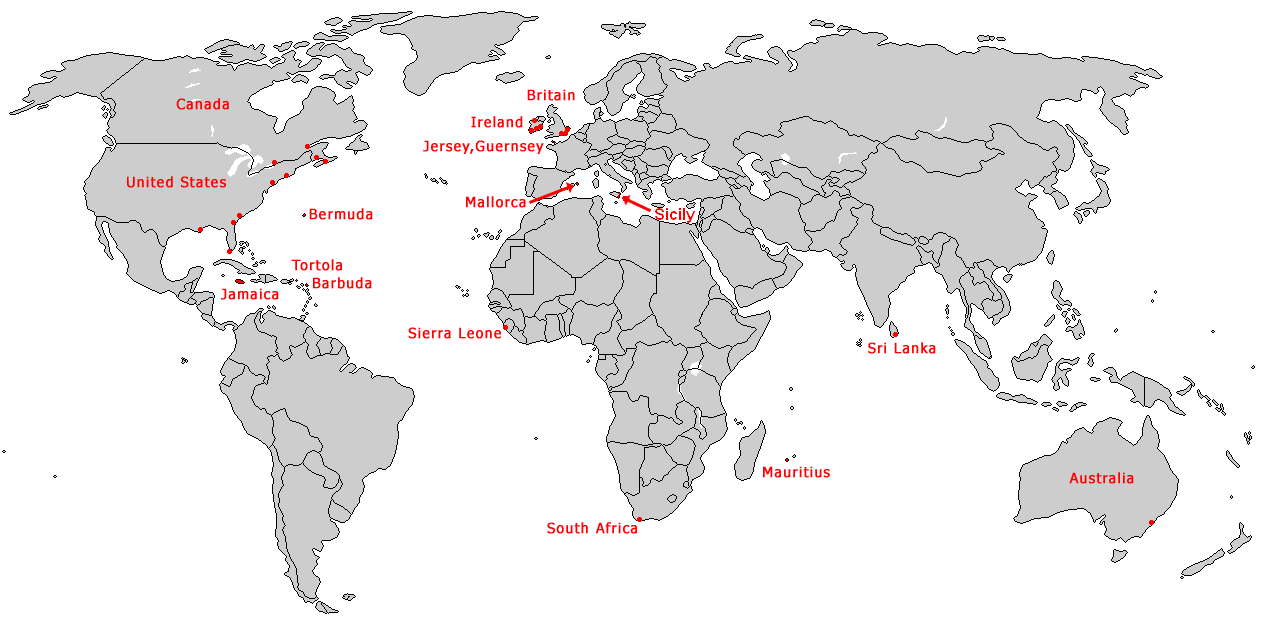
Distribution des tours Martello à travers le monde.

Les tours Martello furent exportées dans de nombreuses colonies de l'empire britannique, dont l'Afrique du Sud (à la base navale de Simon's Town près du Cap) ainsi qu'un rare exemple à l'intérieur des terres à Fort Beaufort, au Canada, à Minorque, dans les îles Anglo-Normandes et en Irlande. La construction de tours de Martello hors de Grande-Bretagne continua jusqu'à la fin des années 1860 ; elle cessa lorsqu'il fut évident qu'elles ne pouvaient plus résister aux tirs d'artillerie.

### Australie

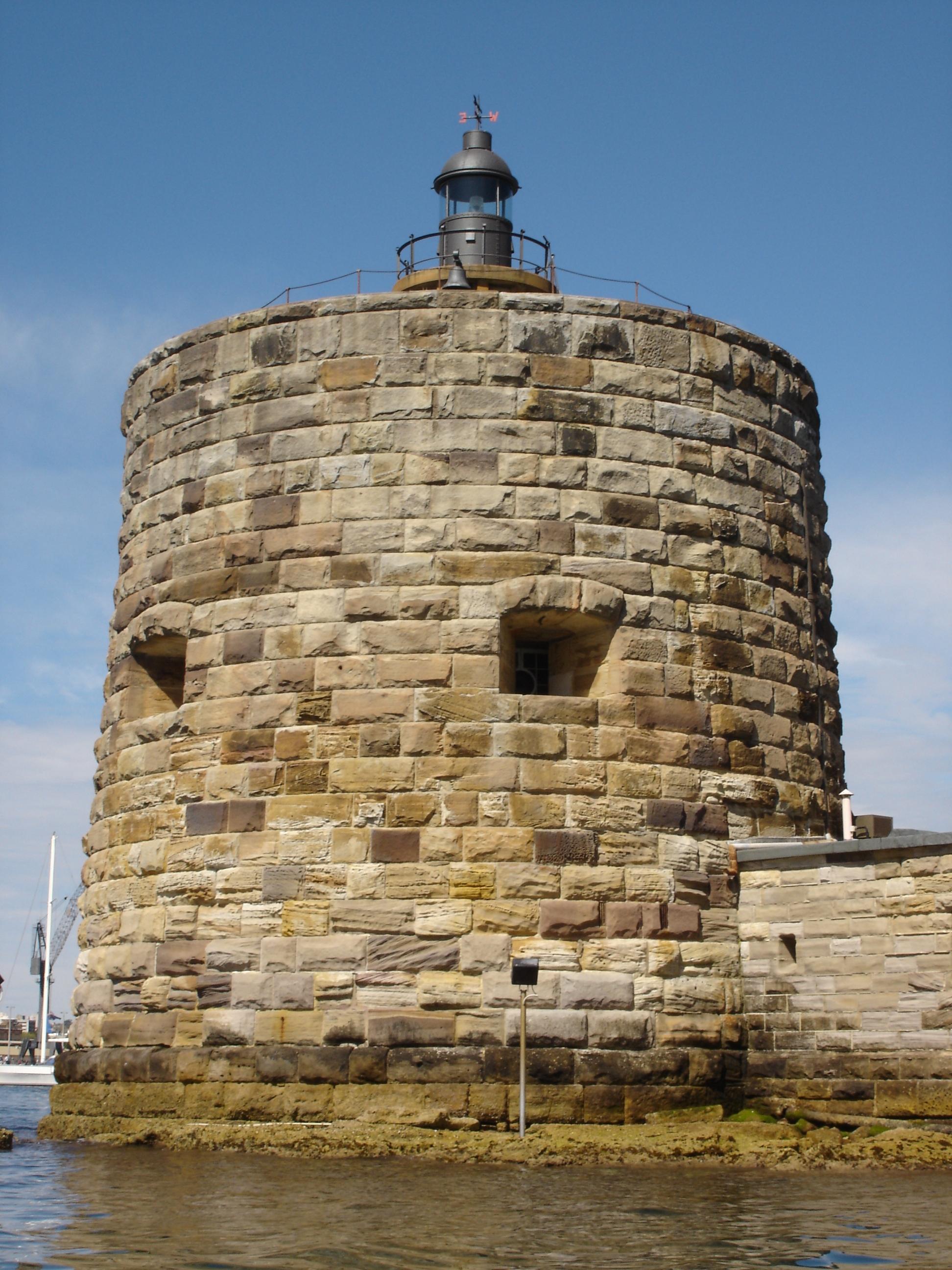
Fort Denison, dans le port de Sydney, (Nouvelle-Galles du Sud, Australie).

La dernière tour Martello construite dans l'empire britannique est probablement celle de Fort Denison, une petite île à Sydney Harbour, Nouvelle-Galles du Sud. Il s'agit de la seule tour Martello érigée en Australie. Elle a été construite pour protéger Sydney contre la menace d'une attaque navale russe pendant la guerre de Crimée des années 1850. Bien préservée, elle est maintenant une attraction touristique très populaire.

### Île Maurice
À l'île Maurice, cinq tours Martello ont été construites par les autorités britanniques de 1831 à 1834, à Port-Louis, à Fort-George, deux à Grande-Rivière-Nord-Ouest, deux à Rivière-Noire : L'Harmonie et La Preneuse. Des trois qui ont été conservées, celle de La Preneuse, située près de la plage publique du même nom à Tamarin, a été restaurée par des défenseurs de l'environnement ; c'est aujourd'hui un musée ouvert au public.

### Canada

#### Québec
Seize tours de Martello ont été érigées au Canada, onze ont été préservées. Les tours Martello canadiennes ont été construites avec des toits coniques amovibles pour les protéger de la neige et la plupart de celles qui ont été restaurées ont désormais des toits fixes de façon à faciliter leur entretien.

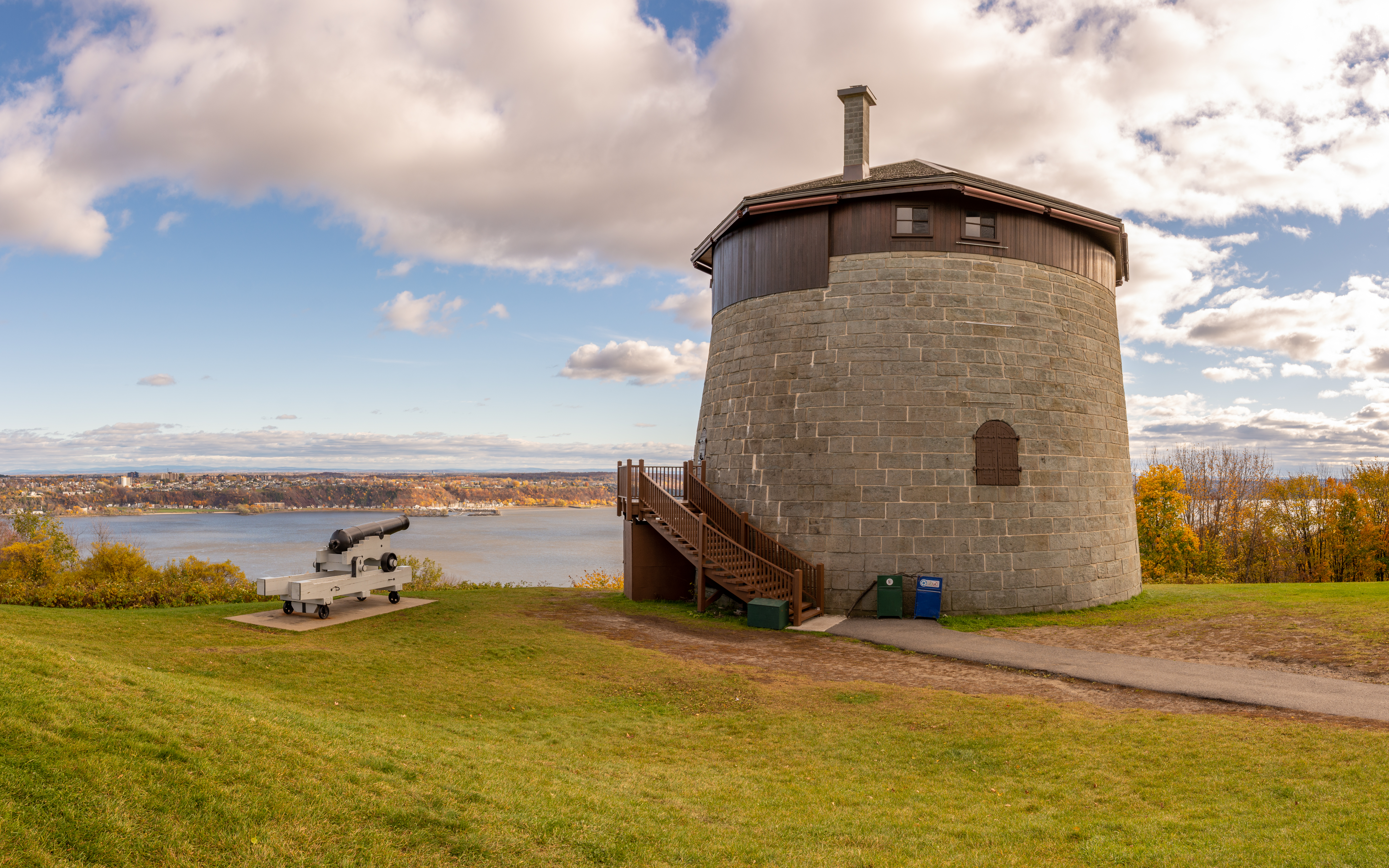
La tour Martello no 1 sur les plaines d'Abraham à Québec (Québec, Canada), au sommet du Cap Diamant et devant le Fleuve Saint-Laurent.

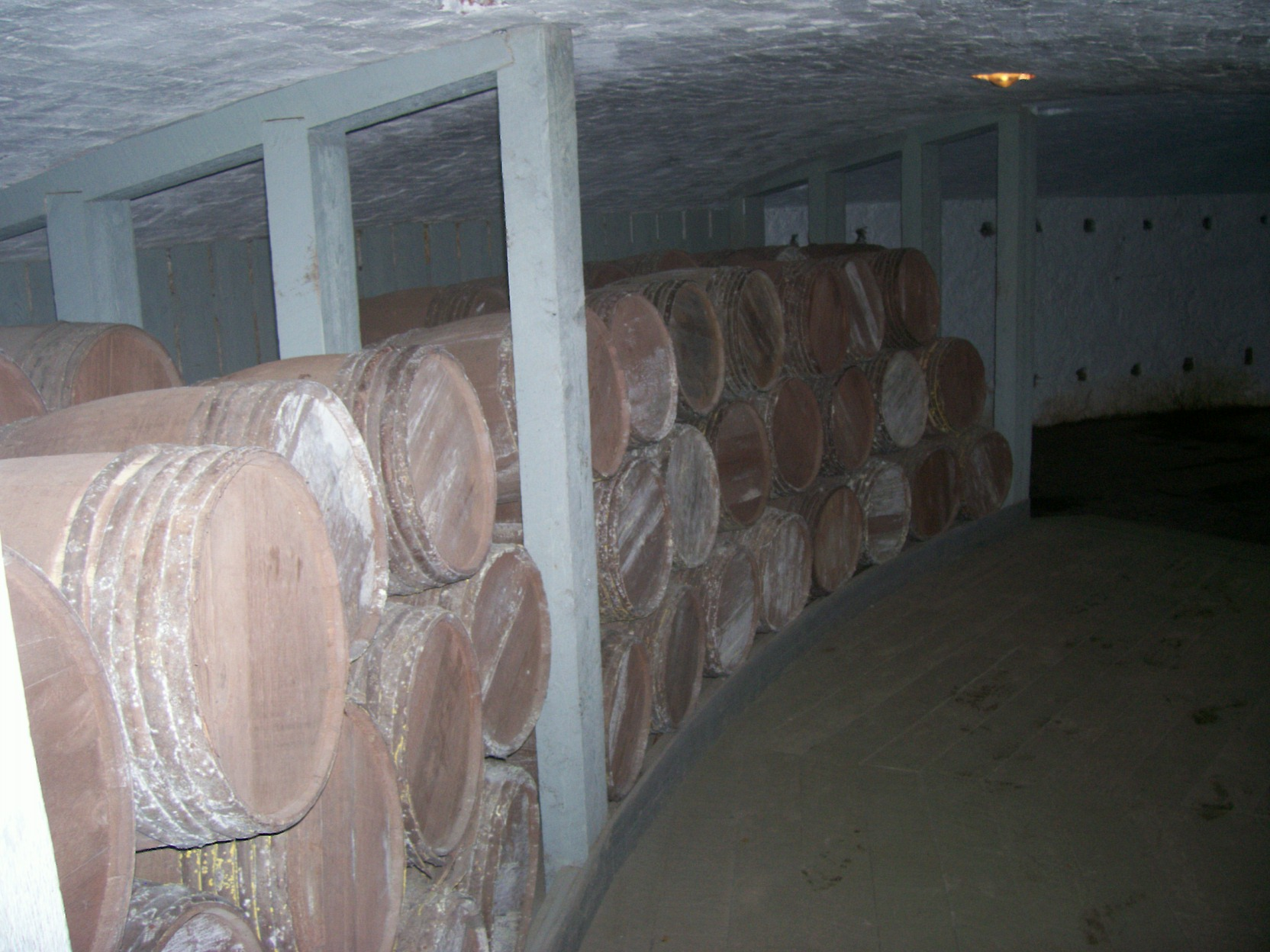
Barrils de poudre entreposés dans la tour Martello de Pleasant Park, à Halifax (Nouvelle Écosse).

La ville de Québec avait à l'origine quatre tours, la tour no 3 a été démolie en 1905. Les trois autres tours ont été restaurées au début des années 1990 par la firme Demontigny Métivier Gagnon Architectes : la première, surplombant le fleuve Saint-Laurent est sur les plaines d'Abraham et fait office de musée, la deuxième est près de l'entrée du parc et est utilisée lors d'évènement spéciaux, alors que la tour no 4 se trouve dans le faubourg Saint-Jean-Baptiste mais ne peut être visitée. 
Au début du XIXe siècle, les Britanniques craignaient que les Américains, par suite de l'obtention de leur indépendance (1776), ne tentent d'annexer le Canada à leur territoire. Devant cette menace, Gother Mann, commandant des ingénieurs royaux du Canada (1785-1804) préconisa la construction de tours à Québec pour empêcher l'envahisseur de s'approcher des fortifications existantes. Ralph-Henry de Bruyères, successeur de Gother Mann, entreprend la construction de quatre tours à l'été de 1808. James Henry Craig, alors gouverneur de la colonie, fait exécuter les travaux sans l'autorisation de Londres qu'il met devant le fait accompli. En 1812, les tours sont terminées, prêtes à servir. Grâce à leur architecture propre, les tours Martello sont peu coûteuses à construire et faciles à défendre. Elles sont disposées à peu près parallèlement à l'enceinte sur toute la largeur du promontoire et se protègent mutuellement. Le mur ouest, qui fait face à l'ennemi, est plus épais alors que le mur est, plus mince, peut facilement être détruit à partir de l'enceinte en cas de prise par l'ennemi. Les deux tours du centre (#2 et #3) et celles situées aux deux extrémités, plus petites (#1 et #4), devaient abriter respectivement une garnison d'à peu près 20 et 12 hommes du régiment du Royal Artillery. Ces garnisons devaient prévoir leur subsistance pour une période d'environ un mois, soit jusqu'à leur relève. L'unique accès à la tour est situé à l'étage et est orienté vers l'est, c'est-à-dire vers l'enceinte. L'échelle amovible, une fois tirée à l'intérieur, rendait la tour inaccessible à l'ennemi. Il pouvait y avoir un crochet ou un palan au-dessus de la porte extérieure pour entrer et sortir les objets lourds.
Lors des travaux de restauration dans les années 1990, des nouvelles toitures en bois de facture contemporaine mais respectant leurs ancêtres ont été remises en place.  Elles sont composées d'une structure en bois massif, d'un revêtement de bardeaux de cèdre, et de murets en planche de bois verticales percées d'ouvertures munies de volets servant de meurtrières. La disparition des toitures antérieures, à la suite de l'abandon des tours, les laissant exposées aux intempéries du climat québécois, avait fait des dommages importants à la maçonnerie. À l'origine, les tours ne possédaient pas de toitures;  elles avaient été construites selon la méthode traditionnelle développée pour des climats plus chauds.  Avec le temps, la nécessité d'ajouter une protection contre les cycles de gel et dégel du climat québécois s'est imposée. Plus récemment, une tentative de revenir à leur état d'origine, en recouvrant le dessus de la tour d'une étanchéité en asphalte, s'était avérée infructueuse. Des escaliers en bois ont aussi été refaits à l'extérieur, et une signalisation a été produite pour les besoins d'exposition.

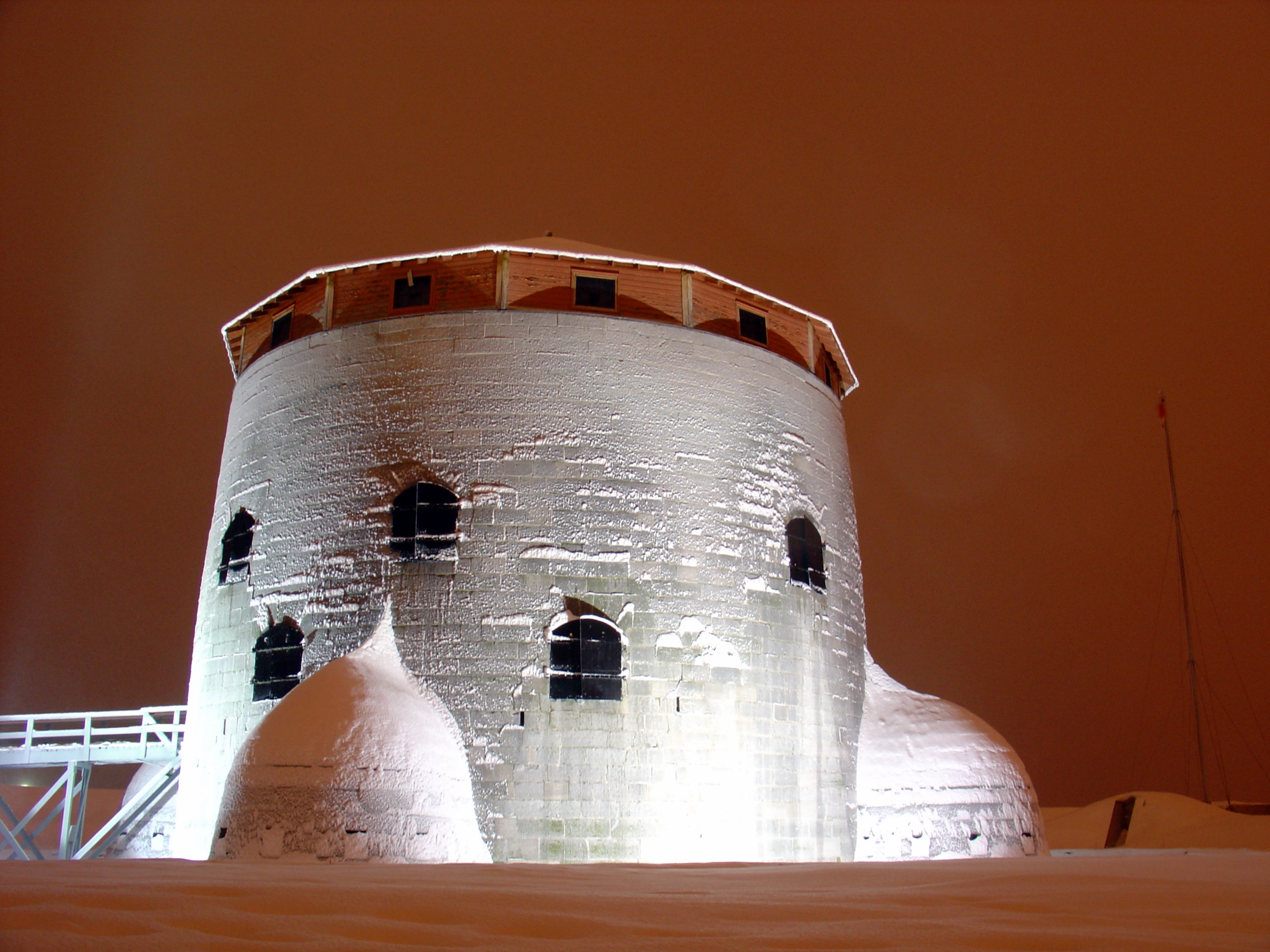
Fort Frederick, une tour Martello après une tempête de neige au Collège militaire royal du Canada à Kingston (Ontario, Canada).

#### Kingston, Ontario
Quatre tours Martello se retrouvent à Kingston: soit la redoute Cathcart (sur l'île Cedar), Fort Frederick au Collège militaire royal du Canada, la tour Victoria ou Shoal (à la marina de Kingston, entièrement entourée d'eau) et la tour Murney (à environ un kilomètre à l'ouest de la tour Shoal, près de l'Université Queen's, sur les rives du Lac Ontario). 

#### Carleton, Nouveau-Brunswick
L'armée britannique entreprit l'érection de la tour de Carleton, pendant la guerre de 1812 en vue de protéger l'entrée de Saint-Jean d'une attaque qui viendrait de l'ouest. Une fois achevée en 1815, la tour fut en grande partie laissée à elle-même, ne servant plus qu'en temps de crise. Elle tint lieu de base de directions de tir au cours de la Seconde Guerre mondiale.

### Irlande
Des tours Martello jalonnent la côte irlandaise près de la baie de Dublin. La plus connue d'entre elles est celle de Dalkey, dans laquelle James Joyce a vécu une semaine en 1904 (réf ?), ce qui est décrit dans le premier chapitre de son roman Ulysse. Les tours Martello sont mentionnées dans plusieurs autres œuvres littéraires dont l'action se passe à Dublin. Bono, du groupe U2, avait acquis une tour à Bray, au sud de Dublin.

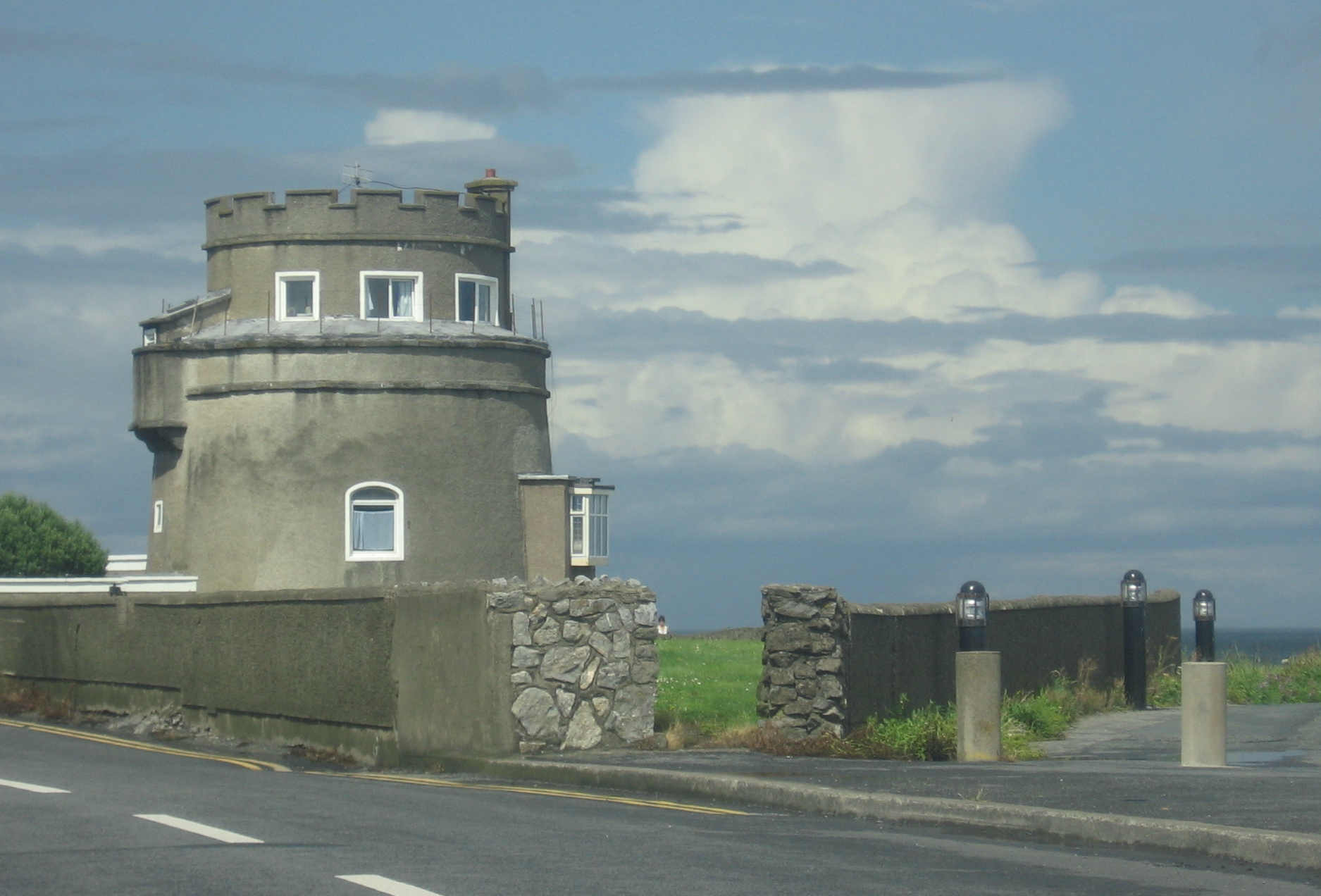
Tour Martello, sur la route côtière entre Portmarnock et Malahide, Irlande
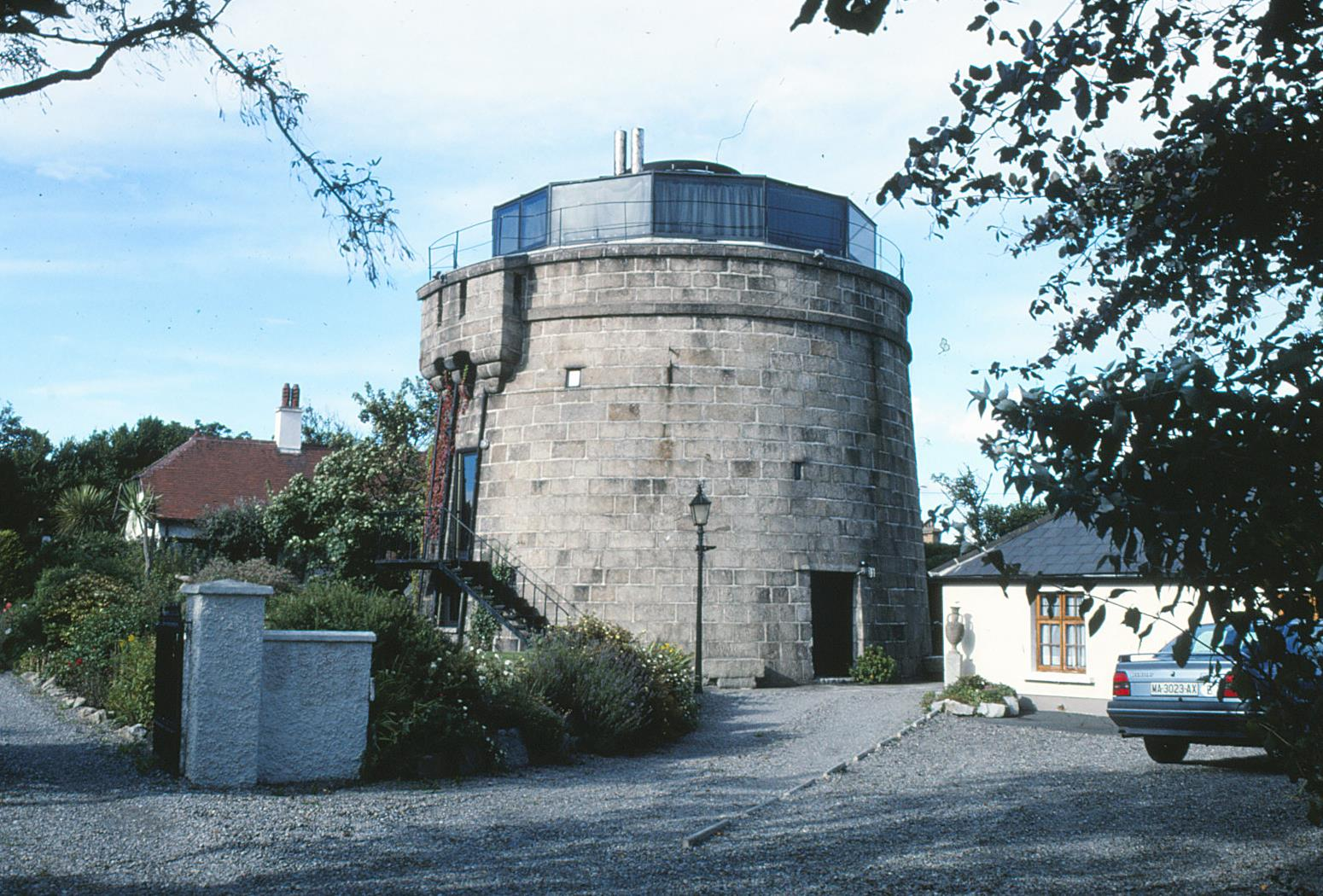
La tour Martello de Bray, transformée en résidence privée, où Bono et Ali ont vécu durant les années 1980.